# خررود (أمجز)
خررود (بالفارسية: خررود) هي قرية تقع في إيران في قسم أمجز الريفي.